# Eden Karzev
Eden Karzev (en hebreo: עדן קארצב‎; Afula, 11 de abril de 2000) es un futbolista israelí que juega en la demarcación de centrocampista para el Shenzhen Peng City F. C. de la Superliga de China.

## Selección nacional
Tras jugar con la selección de fútbol sub-16 de Israel, la sub-17, la sub-18, la sub-19 y la sub-21, finalmente hizo su debut con la selección absoluta el 11 de octubre de 2020 en un partido de la Liga de Naciones de la UEFA contra República Checa que finalizó con un resultado de 1-2 a favor del combinado checo tras el gol de Eran Zahavi para Israel, y de Matěj Vydra y un autogol de Joel Abu Hanna para la República Checa.

## Clubes
| Club                             | País    | Año       | Partidos | Goles |
| -------------------------------- | ------- | --------- | -------- | ----- |
| Maccabi Tel Aviv F. C.           | Israel  | 2017      | 1        | 0     |
| Beitar Tel Aviv Bat Yam F. C.    | Israel  | 2018      | 12       | 4     |
| Maccabi Tel Aviv F. C.           | Israel  | 2018-2019 | 1        | 0     |
| Hapoel Hadera F. C.              | Israel  | 2019      | 16       | 2     |
| Hapoel Ironi Kiryat Shmona F. C. | Israel  | 2019-2020 | 27       | 1     |
| Maccabi Tel Aviv F. C.           | Israel  | 2020-2021 | 25       | 2     |
| Maccabi Netanya                  | Israel  | 2021-2023 | 47       | 4     |
| Estambul Başakşehir F. K.        | Turquía | 2023-2024 | 17       | 0     |
| Maccabi Tel Aviv F. C. (cedido)  | Israel  | 2024      | 21       | 0     |
| Shenzhen Peng City F. C.         | China   | 2024-     | 28       | 3     |

## Palmarés

### Campeonatos nacionales
| Título                 | Club                   | País   | Año  |
| ---------------------- | ---------------------- | ------ | ---- |
| Copa de Israel         | Maccabi Tel Aviv F. C. | Israel | 2018 |
| Liga Premier de Israel | Maccabi Tel Aviv F. C. | Israel | 2019 |
| Supercopa de Israel    | Maccabi Tel Aviv F. C. | Israel | 2019 |
| Supercopa de Israel    | Maccabi Tel Aviv F. C. | Israel | 2020 |
| Copa Toto Al           | Maccabi Tel Aviv F. C. | Israel | 2021 |
| Copa de Israel         | Maccabi Tel Aviv F. C. | Israel | 2021 |
| Copa Toto Al           | Maccabi Netanya        | Israel | 2023 |
| Copa Toto Al           | Maccabi Tel Aviv F. C. | Israel | 2024 |
| Liga Premier de Israel | Maccabi Tel Aviv F. C. | Israel | 2024 |